# Prosopocera subvalida
Prosopocera subvalida là một loài bọ cánh cứng trong họ Cerambycidae.